# 曲鯉
曲鯉為輻鰭魚綱鯉形目鯉科曲鲤属的唯一一种，該物種分布於亞洲湄公河流域，體長可達130公分，棲息在水深流速快的溪流，具洄游習性，為重要的食用魚。

## 扩展阅读
維基物種上的相關：曲鯉